# Häusern
Häusern es un municipio en la Selva Negra Meridional en el distrito de Waldshut en el sur de Baden-Wurtemberg, Alemania. El municipio de 1310 habitantes está ubicado a una altitud de entre 900 y 1200 m sobre una altiplanicie entre los valles de los ríos Schwarza en el este y Alb en el oeste.

## Enlaces
- Wikimedia Commons alberga una categoría multimedia sobre Häusern.
- Sitio web de Häusern